# Fünf Flaschen für Angelika
Fünf Flaschen für Angelika ist eine 1980 im Ruhrpott entstandene deutsche Kriminalfilmkomödie mit Petra Closs in der Titelrolle eines Entführungsopfers. Eine weitere Hauptdarstellerin, Claudia Nolte, war auch am Drehbuch sowie der Herstellung der Filmbauten, Kostüme und Masken beteiligt.

## Handlung
Angelikas fünf Flaschen sind mitnichten gläserne Flüssigkeitsbehälter, sondern vielmehr eine Frau und vier Männer, allesamt dilettierende Möchtegernganoven. Eines Tages stoßen die fünf Freunde auf ein fertiges Filmdrehbuch, in dem eine Entführung genau beschrieben wird. Wenn dies im Film funktionieren sollte, warum eigentlich nicht auch im wahren Leben? Ein Opfer ist schnell gefunden, das kleine Mädchen Angelika. Doch was in der Phantasie eines Filmschriftstellers so leicht aussieht, funktioniert in der Realität noch lange nicht. Ein Lösegeld verdient sich nämlich längst nicht so einfach wie auf Zelluloid, zumal wenn man sich gegenüber der Polizei so dämlich anstellt wie diese Fünf und wenn dann das Entführungsopfer einem noch auf der Nase herumtanzt. Das aber ist für die Flaschen, die gern auf hartgesotten machen, noch lange kein Grund, einfach aufzugeben …

## Produktionsnotizen
Dieser zwischen dem 21. Juli und dem 14. August 1980 in Essen, Bochum, Dortmund und Düsseldorf von einer kleinen Essener Produktionsfirma hergestellte Film kam am 30. Januar 1981 in die deutschen Kinos.
Der Film war mit rund 350.000 DM Produktionsbudget ausgesprochen kostengünstig.

## Kritik
„Der besondere Reiz dieser Krimikomödie liegt in den beiden Handlungsebenen: Einmal die perfekt inszenierten Traumsequenzen, in der sich die fünf Flaschen ausmalen, wie sie das Drehbuch verfilmen würden und dann die laienhaft gefilmte Ebene der „Wirklichkeit“ ihres ewigen Scheiterns.“

„Streckenweise recht amateurhafter Krimi, der durch die Spielfreude der Darsteller und einige geglückte Gags ausreichend unterhält.“